# Kuke (Hanila)
Kuke – wieś w Estonii, w prowincji Lääne, w gminie Hanila.